# La huella del mal
La huella del mal es una película hispano-alemana de thriller de 2025, dirigida por Manuel Ríos San Martín, quien coescribió el guion junto a Victoria dal Vera, basado en su novela homónima. Está protagonizada por Blanca Suárez y Daniel Grao. Se estrenó en el Festival de Málaga el 16 de marzo de 2025, y luego se estrenó en cines españoles el 4 de abril de 2025, con distribución de Alfa Pictures.

## Reparto
- Blanca Suárez como la inspectora Guzmán
- Daniel Grao como Daniel Velarde
- Aria Bedmar
- Víctor Palmero
- Cosimo Fusco
- Daniel Horvath como Galder Meyer
- Juanma Cifuentes
- Fernando Cayo
- Pablo Rivero

## Producción
El 30 de junio de 2020, se anunció por primera vez que la novela La huella del mal, del cineasta Manuel Ríos San Martín, sería adaptada a serie de televisión, con el propio Ríos San Martín ejerciendo de creador. Para abril de 2021, Ríos San Martín ya estaba viajando por localizaciones como La Yecla, los yacimientos de Atapuerca, el Museo de la Evolución Humana o el pueblo de Frías, en busca de localizaciones para el rodaje de la serie.
Sin embargo, en 2023 se anunció que el proyecto de serie había sido reconvertido en película, con Ríos San Martín, quien seguía a cargo del guion, diciendo que el proyecto de serie fue paralizado inicialmente debido a la pandemia de COVID-19. El 25 de junio de 2024, el reparto de la película fue anunciado al completo, con Blanca Suárez y Daniel Grao como los protagonistas, y Ríos San Martín fue confirmado como su director. El rodaje de la película comenzó el 19 de agosto de 2024 en Burgos, en el yacimiento arqueológico de la Sierra de Atapuerca, y duró nueve semanas, concluyendo a principios de octubre de 2024 en Pamplona. Entre las otras localizaciones del rodaje se incluyen el Museo de la Evolución Humana, el bosque de Urbasa, Cabanillas, Bakedano, Puente la Reina y Olite.
En marzo de 2025, el compositor de la banda sonora de la película, Pepe Herrero, confirmó en Facebook que el presupuesto total de La huella del mal es de seis millones de euros.

## Lanzamiento y marketing
En agosto de 2024, Alfa Pictures originalmente programó el estreno en cines de La huella del mal para el 28 de marzo de 2025. En febrero de 2025, Alfa Pictures atrasó la película al 4 de abril de 2025 y lanzó su tráiler. Ese mismo mes, se confirmó que la película tendría su estreno mundial en el Festival de Málaga el 16 de marzo de 2025.